# Partito Liberale (Belgio)
Il Partito Liberale (in olandese Liberale Partij, in francese Parti libéral) è stato un partito politico liberale belga attivo dal 1846 al 1961. Nel 1961 assunse il nome di Partito della Libertà e del Progresso.

## Storia
Il Partito liberale belga venne fondato nel 1846. Si caratterizzò per posizioni alquanto anticlericali e per una politica attenta nei confronti delle classi meno abbienti, in particolare quella operaia. Fino agli anni venti del Novecento il Partito liberale rappresentò la componente di "sinistra" della politica belga, contrapposta ai partiti di ispirazione cristiana. 
Dopo la sconfitta del partito alle elezioni politiche del 1884, alcuni membri di orientamento progressista e radicale realizzarono una secessione, creando nel 1887 il Partito Progressista belga, presieduto da Paul Janson. Il partito era di orientamento liberale di sinistra. Nel 1900 i due partiti tornarono a fondersi. 
Dopo l'affermazione del movimento socialista durante gli anni venti i liberali si spostarono progressivamente verso il centro e cominciarono ad allearsi con i partiti conservatori. 
A seguito della crisi legata alla decolonizzazione del Congo, nel 1961 il Partito liberale dette vita ad un nuovo soggetto politico, il Partito della Libertà e del Progresso. Si spostò su posizioni politiche più moderate ed alle elezioni del 1965 il partito quasi raddoppiò il suo tradizionale peso elettorale, superando il 20% dei consensi.

## Presidenti
- 1920–1921: Albert Mechelynck
- 1924–1926: Edouard Pécher
- 1927–1933: Albert Devèze
- 1933–1934: Octave Dierckx
- 1935–1936: Léon Dens
- 1936–1937: Victor de Laveleye
- 1937–1940: Emile Coulonvaux
- 1940–1945: Jane Brigode e Fernand Demets (copresidenza)
- 1945–1953: Roger Motz
- 1953–1954: Henri Liebaert
- 1954–1958: Maurice Destenay
- 1958–1961: Roger Motz
- 1961: Omer Vanaudenhove

## Esponenti di spicco
- Charles Buls, sindaco di Bruxelles
- Walthère Frère-Orban
- Paul Hymans, primo presidente dell'Assemblea generale della Società delle Nazioni
- Paul-Émile Janson
- Jean Rey, presidente della Commissione europea
- Ernest Solvay (1838-1922), chimico, imprenditore e filantropo

## Risultati elettorali
| Elezione          | Voti    | %     | Seggi    |
| ----------------- | ------- | ----- | -------- |
| Parlamentari 1946 | 211.143 | 8,93  | 16 / 202 |
| Parlamentari 1949 | 767.180 | 15,25 | 29 / 212 |
| Parlamentari 1950 | 556.102 | 11,25 | 20 / 212 |
| Parlamentari 1954 | 626.983 | 12,15 | 24 / 212 |
| Parlamentari 1958 | 585.999 | 11,05 | 20 / 212 |
| Parlamentari 1961 | 649.376 | 12,33 | 20 / 212 |